# 田村長傳
田村 長傳（たむら ながつぐ/たむら ちょうでん、生年不明－天正19年10月10日（1591年11月25日））は、安土桃山時代の医師。諱は長傳（ながつぐ、又はちょうでん）。通称は長九郎。号は安栖。父は田村安栖軒長栄。弟は田村直吉（半兵衛）、日新和尚（田村宗益。京都紫野大徳寺の住職）。子は田村安栖法印長頥、笠原弥六郎（笠原越前守養子）、田村長利。一般的に田村安栖で知られる。戦国大名後北条氏や徳川家康に仕える。

## 生涯
祖父の田村安栖軒宗仙が北条早雲に招かれて医師として後北条氏に仕え、長傳も北条氏政に医師として仕える。天正18年（1591年）の豊臣秀吉による小田原征伐の結果、北条氏政と北条氏照が切腹を命じられるが、寛政重修諸家譜の田村安栖家の系譜では氏政と氏照は長傳の宅で自殺したと記載されている。
徳川家康が駿府城から江戸城に移ると召し出されて知行地を与えられるが、翌年に北条氏直が病死する約1か月前に死去する。法名は長傳。墓所は田村安栖家の菩提寺となる下谷広徳寺。